# Darwinilus sedarisi
Darwinilus sedarisi ist eine Käferart aus der Familie der Kurzflügler, deren Holotyp von Charles Darwin im September 1832 während seiner Reise mit der HMS Beagle in Bahía Blanca (Argentinien) gesammelt wurde. Wissenschaftlich beschrieben wurde Darwinilus sedarisi erst über 180 Jahre später nach der Wiederentdeckung des von Darwin gesammelten Exemplars im Natural History Museum in London. Das einzige andere bekannte Exemplar der Art ist im Museum für Naturkunde in Berlin und stammt ursprünglich aus Río Cuarto  (Argentinien). Benannt ist die Art nach Charles Darwin und dem Schriftsteller David Sedaris.

## Beschreibung
Darwinilus sedarisi ist für einen Kurzflügler groß und kräftig. Die bekannten Exemplare sind etwa zwei Zentimeter lang. Kopf und Pronotum sind metallisch-grün mit purpur-blauen Kanten, die Elytren, Mundwerkzeuge, Beine und der Bauch sind braun. Der Kopf ist sechseckig und weist auf der Oberseite große Borsten entlang der seitlichen Ränder auf. Die Augen sind mittelgroß und weisen etwas nach vorne. Die Antennen sind gesägt und weisen elf Segmente auf, von denen die ersten ein bis drei größere, die anderen kleinere gelbe Borsten tragen. 

## Lebensweise
Über die Lebensweise von Darwinilus sedarisi ist nichts bekannt. Dass von einem so großen Käfer nicht mehr Exemplare bekannt sind, könnte auf eine verborgene Lebensweise hinweisen. Eine Reihe verwandter Arten lebt in den Bauten von Ameisen oder anderen Hautflüglern. Da ein Großteil des Geländes zwischen den beiden bekannten Fundorten Bahía Blanca und Río Cuarto heute landwirtschaftlich genutzt wird, ist unklar, ob die Art heute noch einen geeigneten Lebensraum besitzt oder vielleicht ausgestorben ist.